# Chelva (kommunhuvudort)
Chelva är en kommunhuvudort i Spanien.   Den ligger i provinsen Província de València och regionen Valencia, i den östra delen av landet, 240 km öster om huvudstaden Madrid. Chelva ligger 483 meter över havet och antalet invånare är 1 986.
Terrängen runt Chelva är huvudsakligen kuperad. Chelva ligger nere i en dal. Runt Chelva är det glesbefolkat, med 11 invånare per kvadratkilometer. Närmaste större samhälle är Villar del Arzobispo, 15,5 km öster om Chelva. 